# Molinia japonica
Molinia japonica är en gräsart som beskrevs av Eduard Hackel. Molinia japonica ingår i släktet blåtåtlar, och familjen gräs. Inga underarter finns listade i Catalogue of Life.